# Thomas Flach
Thomas Flach (ur. 3 czerwca 1956 w Poczdamie) – niemiecki żeglarz sportowy, dwukrotny złoty medalista olimpijski.
Urodził się w NRD i do zjednoczenia Niemiec startował w barwach tego kraju. Wspólnie z Berndem Jäklem i Jochenem Schümannem triumfował w 1988 (jeszcze dla NRD) i 1996 w klasie Soling. Zdobywali także medale mistrzostw świata.

## Starty olimpijskie (medale)
Seul 1988
- Soling –  złoto

Atlanta 1996
- Soling –  złoto